# Emelianthe panganensis
Emelianthe panganensis är en tvåhjärtbladig växtart. Emelianthe panganensis ingår i släktet Emelianthe och familjen Loranthaceae.

## Underarter
Arten delas in i följande underarter:
- E. p. commiphorae
- E. p. panganensis